# Szaszaki Maju
Szaszaki Maju (佐々木 繭; Hepburn: Sasaki Mayu) (Szagamihara, 1993. január 12. –) japán válogatott labdarúgó.

## Klub
A labdarúgást a Mynavi Vegalta Sendai csapatában kezdte. 2013 és 2017 között a Mynavi Vegalta Sendai csapatában játszott. 78 bajnoki mérkőzésen lépett pályára és 3 gólt szerzett. 2018-ban az Urawa Reds csapatához szerződött.

## Nemzeti válogatott
2016-ban debütált a japán válogatottban. A japán válogatottban 8 mérkőzést játszott.

## Statisztika
| Japán válogatott | Japán válogatott | Japán válogatott |
| Időszak          | Mérk.            | gól              |
| ---------------- | ---------------- | ---------------- |
| 2016             | 3                | 0                |
| 2017             | 5                | 0                |
| Összesen         | 8                | 0                |